# Centro Universitário Metodista Izabela Hendrix
O Centro Universitário Metodista Izabela Hendrix é uma instituição de ensino superior filantrópica brasileira. É vinculada à Igreja Metodista.

## História
Com a sede que era em Belo Horizonte, Minas Gerais, o Instituto Metodista Izabela Hendrix foi fundado pela missionária metodista norte-americana Martha Watts em 1904, como um colégio para meninas. O colégio se mantinha com os recursos enviados por sociedades metodistas de mulheres americanas.
Na década de 1960, o colégio passou a admitir ambos os sexos. Em 1972, ingressou no ensino superior com a criação de uma faculdade isolada e, em 2002, foi credenciado como Centro Universitário.

Em 2020, o colégio foi fechado, restando apenas o Centro Universitário.

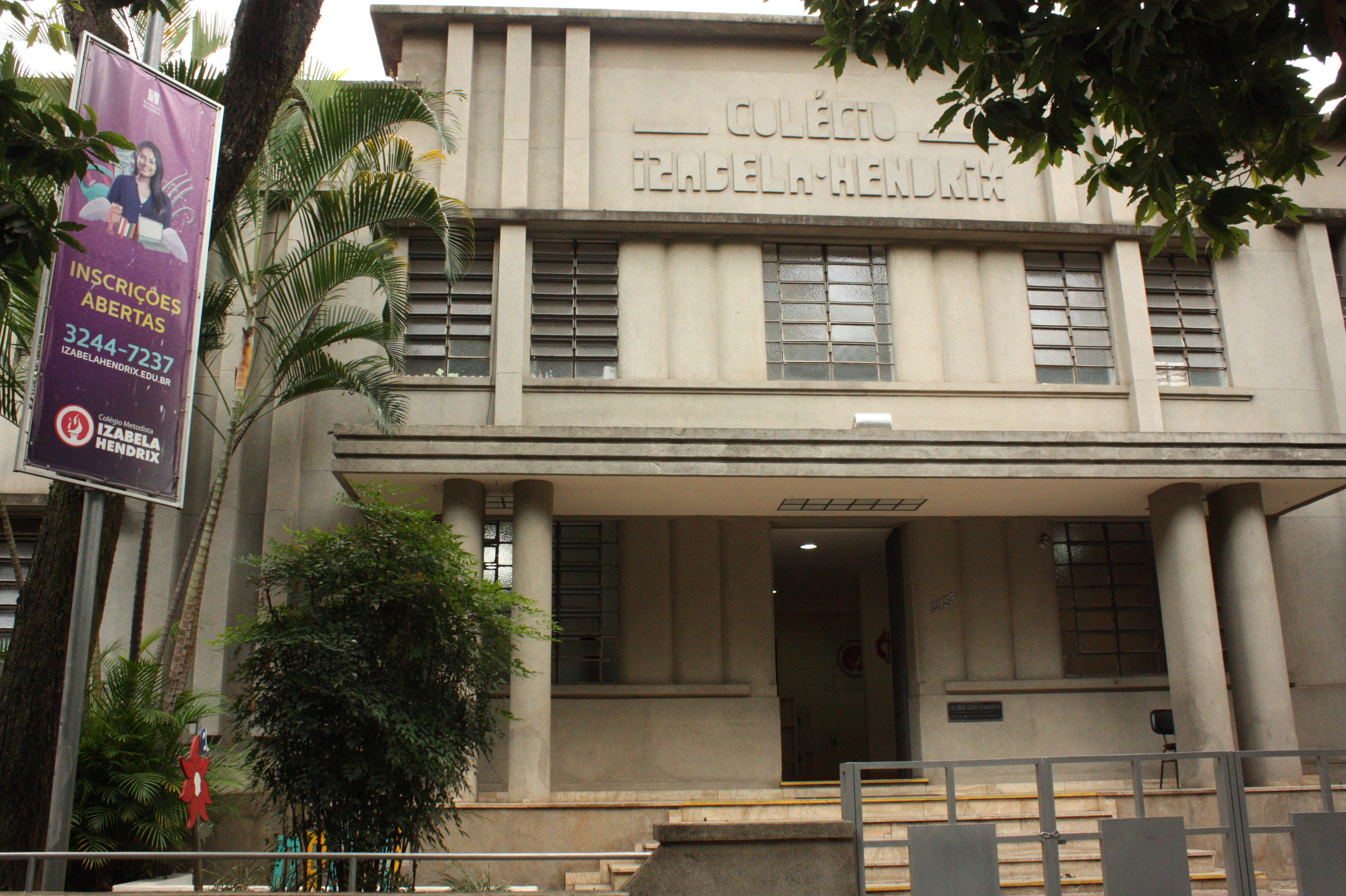
Fachada do colégio

O instituto possui duas unidades, o câmpus Vila da Serra, em Nova Lima, e o câmpus Fazendinha, em Sabará. O câmpus da Praça da Liberdade, em Belo Horizonte, foi fechado em 2022.